# شون يوي
شون يوي (بالصينية: 余文樂) هو مغني وممثل صيني، ولد في 13 نوفمبر 1981 بهونغ كونغ في الصين.

## أعمال

### أفلام
- (2002) شؤون جهنمية

## وصلات خارجية
- شون يوي على موقع IMDb (الإنجليزية)
- شون يوي على موقع ألو سيني (الفرنسية)
- شون يوي على موقع ميوزك برينز (الإنجليزية)
- شون يوي على موقع أول موفي (الإنجليزية)
- شون يوي على موقع قاعدة بيانات الأفلام السويدية (السويدية)
- شون يوي على موقع إن إن دي بي (الإنجليزية)
- شون يوي على موقع ديسكوغز (الإنجليزية)
- شون يوي على موقع قاعدة بيانات الفيلم (الإنجليزية)
- شون يوي على موقع كينوبويسك (الروسية)